# Valle del Miera
El valle de Miera es un valle natural por el que discurre el río Miera.
Su cabecera forma parte de la comarca de los Valles Pasiegos y es el más angosto de los valles cántabros, en España. Sus pendientes son acusadas y las altitudes elevadas. Su montaña más alta es el Castro Valnera, a 1718 m s. n. m.

## Descripción
En su morfología destacan sus rocas areniscas y calizas y el amplio desarrollo de depósitos originados por antiguas morrenas de glaciares en su parte alta. La morfología kárstica y glaciar está ampliamente representada. No obstante, las características de un valle glaciar han sido modificadas en algunos puntos por el carácter torrencial del río Miera en su cabecera.

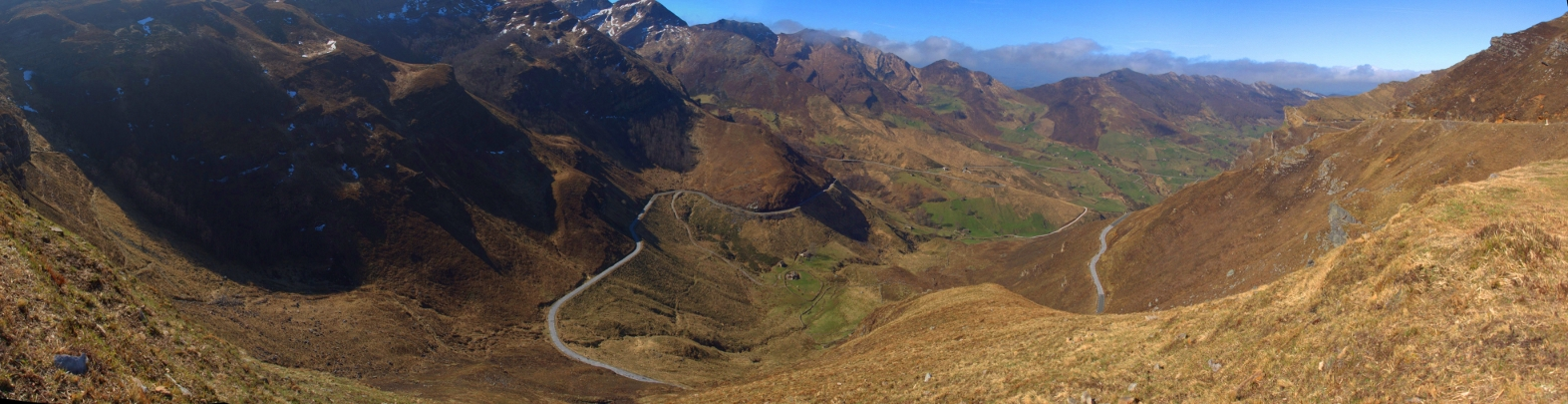
Imagen panorámica de la cuenca alta del valle del Miera, en el Portillo de Lunada. Se puede observar la morfología glaciar y su deforestación, consecuencia en sus inicios al ser parte de la dotación de montes que pertenecieron a la Real Fábrica de Artillería de La Cavada.

El valle se encuentra parcial o totalmente en los municipios de Soba, San Roque de Riomiera, Miera, Liérganes, Riotuerto y Ruesga (enclave de Calseca).
La cuenca alta del Miera está conformada por un relieve abrupto y poco apto para el hábitat humano. A pesar de ello se han descubierto en su entorno cuevas con asentamiento prehistórico en las cuevas de Piélagos, Rascaño y Salitre, una de las estaciones con arte paleolítico situada a más altura de Cantabria (aproximadamente 450 m s. n. m.).
El valle medio del río Miera, que coincide sustancialmente con el municipio de Miera, se encuentra encajonado entre los abruptos lapiaces cársticos de Porracolina, al este, y Las Enguizas, por el oeste, ambos pertenecientes al Complejo Urgoniano.
En ambos bloques calizos se desarrollan importantes fenómenos de carstificación en los que han sido realizadas exploraciones espeleológicas relevantes en sus complejos y desarrollados laberintos del Sistema Alto del Tejuelo. Entre ambos, recorridos por la falla del Escudo de Cabuérniga, circula el río Miera, sobre el que aflora un diapiro entre los pueblos de Linto y Miera que rompe la continuidad geológica del curso del río.
El macizo calcáreo de Las Enguizas se asienta directamente sobre los materiales silícicos del periodo wealdense que ejerce como base hidrológica de sus cuatro sistemas hidrológicos más importantes y de sus cavidades, parcialmente estudiados en el caso de El Cuevo de Noja-Fuente Fría y la red Castrejón-Cubillo del Machorro. Estructuralmente son sistemas más sencillos que los de Porracolina, debido a que la pendiente de la base impermeable wealdense ha generado alineaciones perpendiculares a la línea directriz del valle.
Los estudios morfológicos, geológicos, espeleológicos y de los restos culturales vinculados al karst han generado abundante bibliografía y están recogidos en conjunto en un trabajo monográfico publicado en el año 1994.

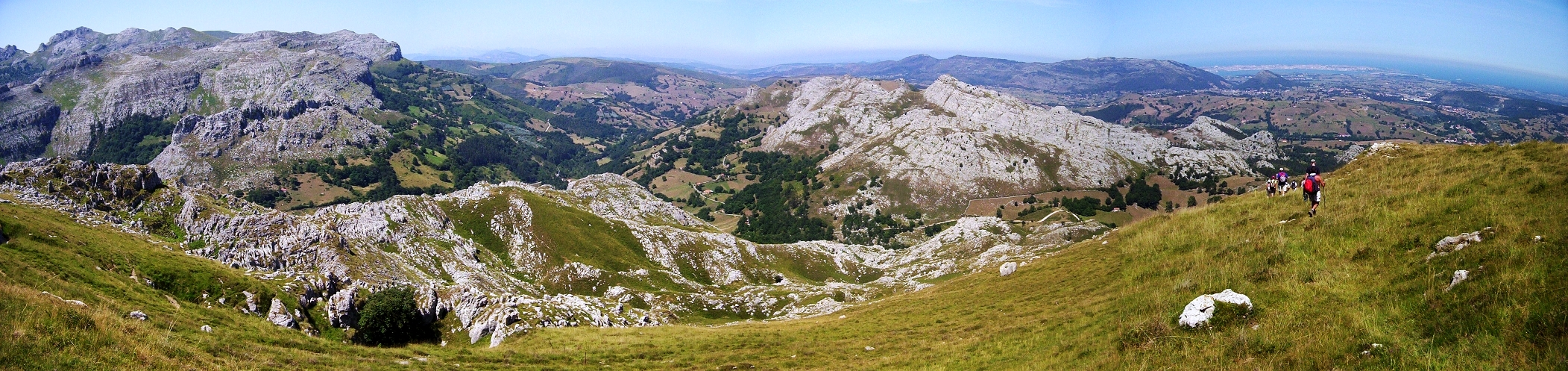
Imagen panorámica de la zona baja del valle del Miera vista desde el Somo de Brenas. Al fondo a la derecha se aprecia la ciudad de Santander. La abundancia de calizas de gran pureza, los fuertes desniveles y el clima húmedo hacen que el valle contenga un modelado kárstico excepcional.

En el curso bajo pueden destacarse, entre otras, las cuevas con ocupación prehistórica de la Fuente del Francés (Hoznayo), La Garma (Omoño) y Los Moros (San Vitores).

## Historia

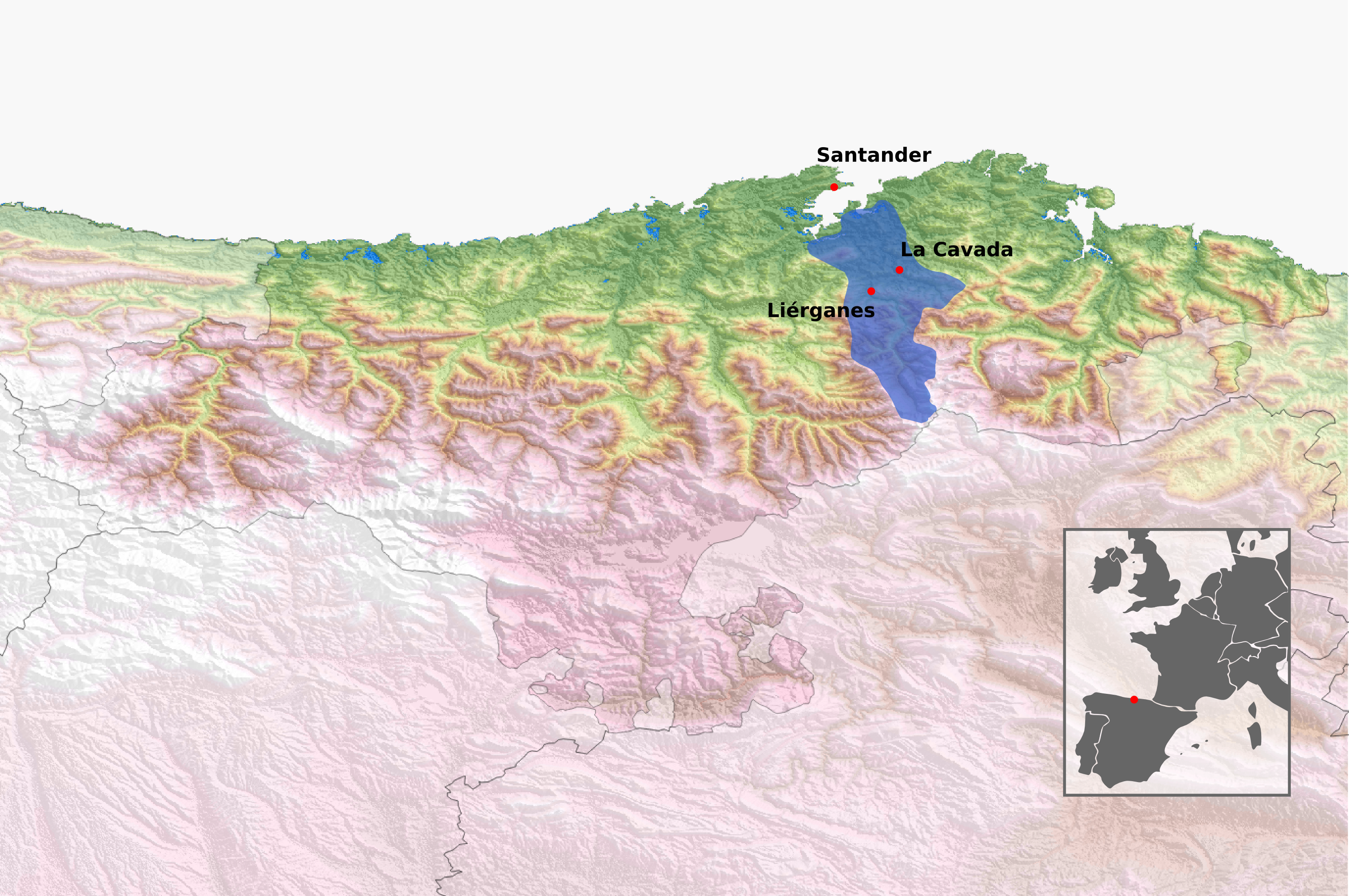
Localización de las Reales Fábricas de Artillería de Liérganes y La Cavada. La franja azul muestra el valle del río Miera, de especial importancia para el desarrollo de la actividad en las dos fábricas.

En el siglo XVI la vida económica de este valle se focalizó río abajo, hacia Liérganes donde se estableció una pequeña industria ya en el XVIII con la Real Fábrica de cañones también situadas en la localidad próxima de La Cavada, para abastecer de cañones a los barcos que se construían en los astilleros de Guarnizo y Colindres y a las baterías costeras de todo el imperio español.
Esta zona dio bastantes emigrantes a Andalucía y a las Indias. Es cuna de indianos ilustres como Juan de la Cuesta Mercadillo que fue el constructor del palacio de La Rañada en Liérganes, Ramón Pelayo de la Torriente (marqués de Valdecilla) que en el primer tercio del siglo XX promovió en la región y otros puntos de España importantes obras, vinculadas principalmente a la educación y a la sanidad. A este último mecenas se le considera vinculado a la masonería, aunque no es habitual encontrar esta cita en los trabajos historiográficos.[cita requerida]